# Homem de Ferro (revista em quadrinhos)
Homem de Ferro foi uma publicação mensal de Histórias em Quadrinhos protagonizada pelo Homem de Ferro, originalmente publicadas pela editora estadunidense Marvel Comics, distribuídas no Brasil pela Editora Panini. Diferente das edições americanas, que são todas publicadas individualmente, é costume no Brasil lançar as séries nos chamados "mix", contendo diversas edições originais em cada edição nacional. A série Homem de Ferro teve diversas encarnações no Brasil, através de diversas editoras, sendo a última a Panini.

## Publicações Brasileiras

### EBAL
O Homem de Ferro dividiu a Revista Capitão Z da EBAL, com o Capitão América em junho de 1967, graças a parceira da EBAL e da Shell impulsinada pelo sucesso do desenho animado The Marvel Super Heroes.

### GEA
O personagem teve uma rápida passagem pela GEA (Grupo de Editores Associados) em 1972 numa revista intitulada "O Invencível Homem de Ferro" que durou apenas 3 números

### Bloch
A Editora Bloch, inicia o primeiro título solo do Homem de Ferro em abril de 1975.

### Editora Abril
Na Editora Abril, as histórias do personagem eram publicadas nas revistas Heróis da TV, Capitão América, Grandes Heróis Marvel, Marvel (97, 98 e 99), tendo título próprio em mini-séries e eventos<